# Cat Ballou
Pour les articles homonymes, voir Cat Ballou (groupe) et Ballou.
Pour plus de détails, voir Fiche technique et Distribution.
Cat Ballou est un western comique américain réalisé par Elliot Silverstein, sorti en 1965.

## Synopsis
En 1894, Catherine Ballou (Jane Fonda) revient chez son père Frankie (John Marley) à  Wolf City, dans le Wyoming, maintenant qu'elle est une institutrice diplômée. Elle découvre qu'il vit désormais sous la menace du dangereux Tim Strawn. Pour le protéger, elle engage Clay Boone (Michael Callan) et Jed Beaumont (Dwayne Hickman) puis le légendaire Kid Shelleen (Lee Marvin), désormais miné par ses nombreux abus d'alcool. Comme les autorités sont incapables d'agir quand Frankie Ballou est tué, Cat prend le maquis avec ses hommes pour venger la mort de son père, au risque de compromettre la survie de Wolf City. Shelleen éliminera Strawn, qui était en fait son frère, mais Cat, qui a tué le responsable des malheurs de son père, est condamnée à être pendue.

## Fiche technique
- Titre : Cat Ballou
- Réalisation : Elliot Silverstein
- Scénario : Walter Newman et Frank R. Pierson, d'après le roman de Roy Chanslor
- Musique : Frank De Vol
- Photographie : Jack A. Marta
- Montage : Charles Nelson
- Décors : Richard Mansfield
- Costumes : Gordon T. Dawson (non crédité) et Bill Thomas (robes de Jane Fonda)
- Production : Harold Hecht et Mitch Lindemann
- Pays de production :  États-Unis
- Format : couleurs - mono
- Genre : comédie, western
- Durée : 97 minutes
- Dates de sortie :
  - États-Unis : 24 juin 1965
  - France : 8 septembre 1965
- Affiche : Raymond Elseviers (Belgique)

## Distribution
- Jane Fonda (V. F. : elle-même) : Catherine « Cat » Ballou
- Lee Marvin (V. F. : René Arrieu) : Kid Shelleen et Tim Strawn
- Michael Callan (V. F. : Marc Cassot) : Clay Boone
- Dwayne Hickman : Jed Beaumont
- Nat King Cole : Sunrise Kid, chanteur
- Stubby Kaye : Samuel Shade, chanteur
- Tom Nardini : Jackson Two-Bears
- John Marley (V. F. : Horst Frank) : Frankie Ballou
- Reginald Denny (V. F. : Roger Tréville) : Sir Harry Percival
- Jay C. Flippen : shérif Cardigan
- Arthur Hunnicutt : Butch Cassidy
- Bruce Cabot (V. F. : Jess Hahn) : shérif Maledon

Acteurs non crédités :
- John Francis
- Paul Gilbert : l'employé du train
- Harry Harvey : le conducteur du train
- Chuck Roberson : un garde armé
- Charles Wagenheim : James

## Musique dans le film
L'une des réussites du film est la présence du surprenant duo composé de Nat King Cole et du moins connu du public français mais non moins truculent Stubby Kaye, qui ponctue le film à intervalles réguliers de mélodies racontant l'histoire de Cat Ballou dans un style proche des légendes contées par les ménestrels du Moyen Âge, ici des musiciens ambulants s'accompagnant au banjo et chantant des ballades dont celle composée par Mack David et Jerry Livingston est particulièrement entêtante. Elle a été nommée à l'oscar de la meilleure chanson originale en 1966.

## Distinctions
- Oscar du meilleur acteur pour Lee Marvin